# Brogårdsgymnasiet
Brogårdsymnasiet är en gymnasieskola i Kristinehamn. Den har sin föregångare i Kristinehamns högre allmänna läroverk.